# سمسرة (مهنة)
السَّمْسَرَة:  سَمْسَرَة: وهي حرفة السمسار. و السَّمْسَرَة جُعْلُه.للتوسط بين البائع والشاري في تسهيل الصفقات التجارية
المعجم الوسيط هو لفظ مستعمل كثيراً في العالم الإسلامي اليوم فلناخذه بشي من التفصيل:
في الأصل كلمة فارسية ، ومع ذلك فهي معربة وقد استعملها العرب في زمن الجاهلية ،وهي الوسيط بين البائع والمشتري لإمضاء البيع أو (هو الدال على مكان السلعة وصاحبها) لا فرق لغة بين السمسار والدلال، وقد فسرهما القاموس بالمتوسط بين البائع والمشتري، وفرق بينهما الفقهاء، فالسمسار هو ما ذكر سابقاً، والدلال هو المصاحب للسلعة غالبا.

## الفرق بين السمسرة والدلالة
- ذكر ابن عابدين فرقا بين السمسار والدلال، فقال:
- إن الدلال هو الذي يحمل السلعة إلى المشتري ويخبر بالثمن ويبيع.
- السمسار فإنه تجلب إليه السلع والحيوانات ليبيعها بأجر.

## مفهوم السمسرة من ناحيةمالية
عمولة تدفع للسمسار مقابل عمل قام به. وهذه المفاهيم نجدها تتجسد اشياء كثيرة فنجد:
- دور السمسرة :

شركات تشتري وتبيع بالعمولة لحساب عملائها لا لحسابها الخاص (بالإنجليزية: commission houses)‏ وذلك بواسطة سمسار متعاقد: وسيط يتعامل نيابة عن أعضاء آخرين في البورصة (بالإنجليزية: contract broker)‏
- يمكن ان تعطي البنوك قرض للسمسار : وهو عبارة عن قرض يقدّمه بنك إلى سمسار أوراق مالية لتمويل عمليات شراء على المكشوف لعملائه (بالإنجليزية: broker ' s loan)‏

## أنواع السماسرة
- سمسار نقدي: وهو وسيط في السوق النقدي يتعامل بالقروض والأوراق المالية، (بالإنجليزية: money broker)‏.
- سمسار شحن: وهو وكيل شحن يقوم نيابة عن مالك سفينة باستدراج وتنفيذ طلبات الشحن: (بالإنجليزية: loading broker.)‏
- سمسار بنصف عمولة: سمسار يجنّد عملاء لدار سمسرة مقابل حصوله على نصف العمولة التي يحصلونها: half - commission man
- سمسار بورصة: وهو وسيط الوسطاء ؛ أو سمسار السماسرة: (بالإنجليزية: brokers broker)‏
- سمسار تأمين: وسيط بيع عقود تأمين: (بالإنجليزية:  insurance broker)‏
- سمسار بالعمولة: اصطلاح أمريكي يعني متعامل في البورصة ينفّذ اوامر بيع وشراء الأوراق المالية مقابل رسم أو عمولة تحدّد كنسبة محدّدة من قيمة الصفقة: (بالإنجليزية: commission broker)‏
- سمسار أسهم: وسيط يتقاضى عمولة عن كل سهم لا على صفقة بمجملها: (بالإنجليزية: share broker)‏
- سمسار الخصم: سمسار يشتري ويبيع كمبيالات إما لحسابه الخاص أو كوكيل: (بالإنجليزية: bill broker)‏
- سمسار سندات: وسيط عمليات شراء وبيع سندات في السوق النظامية أو السوق الموازية، وتعني بالإنجليزية: (بالإنجليزية: bond broker)‏
- سمسار مستقلّ: عضو في بورصة نيويورك ينفّذ طلبات لغيره من الوسطاء ويؤدّي بالضرورة نفس وظيفة الوسيط بالعمولة: (بالإنجليزية: independent broker)‏
- سمسار حكومي: السمسار الحكومي هو عضو سابق في مجلس البورصة

هذه (السمسرة) المنتشرة الآن تحتاج إلى قيود وضوابط قانونية وأخلاقية، وإلى تنظيم دقيق للمهنة قبل أن تقصم ظهر المواطن المغلوب على أمره، وقبل أن يأتي اليوم الذي يحتاج الواحد منا في كل خطوة يخطوها إلى سمسار.

## السَّمْسَرَة اصطلاحاً
وأما في الاصطلاح فلها تعريفات متقاربة، وقد عرفها أرباب المذاهب الفقهية الأربعة، وقد عرفها ابن تيمية بأنها: ( التوسط بين المتعاقدين للتوفيق بينهما لإتمام العقد ) .

## حكم السمسرة وتكييفها الشرعي في الإسلام

### القول الأول
وعزاه إلى جمهور الفقهاء من المالكية ، والشافعية ، والحنابلة ، حيثُ قالوا  بجواز السمسرة  واستدلوا بأدلة كثيرة منها: الأدلة الدالة على جواز التعاون على البر والتقوى، 

- عن قيس بن أبي غرزة قال كنا في عهد رسول الله ﷺ نسمى السماسرة فمر بنا رسول الله ﷺم فسمانا باسم هو أحسن منه فقال: ( يا معشر التجار إن البيع يحضره اللغو والحلف فشوبوه بالصدقة ) .
- فقالوا: إنَّ السماسرة كانوا يعملون على عهد رسول الله ﷺ فلم ينكر عليهم عملهم.
- قالوا كذلك: ولأنَّ الحاجة تدعوا للتعامل بالسمسرة ؛ وذلك أنَّ بعض الناس قد لا يكون يحسن البيع والشراء ، أو لا يمكنه الخروج للسوق.
- وقال ابن سيرين: «إذا قال: بعه بكذا. فما كان من ربح فهو لك، أو بيني وبينك، فلا بأس به».

وعليه؛ فالسمسار يستحق أجرته المتفق عليها كاملة بعد تمام عمله ؛لأن العقد استقر بتمام العمل؛ فاستحق ما جُعل؛ كما نص عليه أهل العلم.

### القول الثاني
- قالوا: بالتحريم ، لقول ابن عباس ، واختيار ابن تيمية ، ولكن قوله هذا ليس على إطلاقه بل مقيد بتلقي الركبان الذي جاءت النصوص بالنهي عنه.

واستدلوا بالأدلة المتكاثرة في السنة النبوية التي جاءت بالنهي عن تلقي الركبان.

### القول الثالث
- كراهة السمسرة ، وهو قول لجماعة من السلف منهم: الثوري وحماد ، واستدلوا بحديث ابن عباس ـ رضي الله عنهما ـ بقوله ﷺ : ( لا يكون له سمساراً ) فقالوا: النهي هنا للكراهة.

## مقالات ذات صلة
- ربا
- حرام
- بيع
- توحيد
- شراء
- مالية
- مالية و مصرفية
- شركة

## وصلات خارجية
- http://islamqa.info/ar/ref/45726
- http://ar.islamway.net/lesson/24914
- الفتاوى الإسلامية.
- دليل المواقع الإسلامية المتكامل.
- الشبكة الإسلامية.
- موقع الإسلام موقع متعدد اللغات.